# 2008年—2011年冰岛金融危机

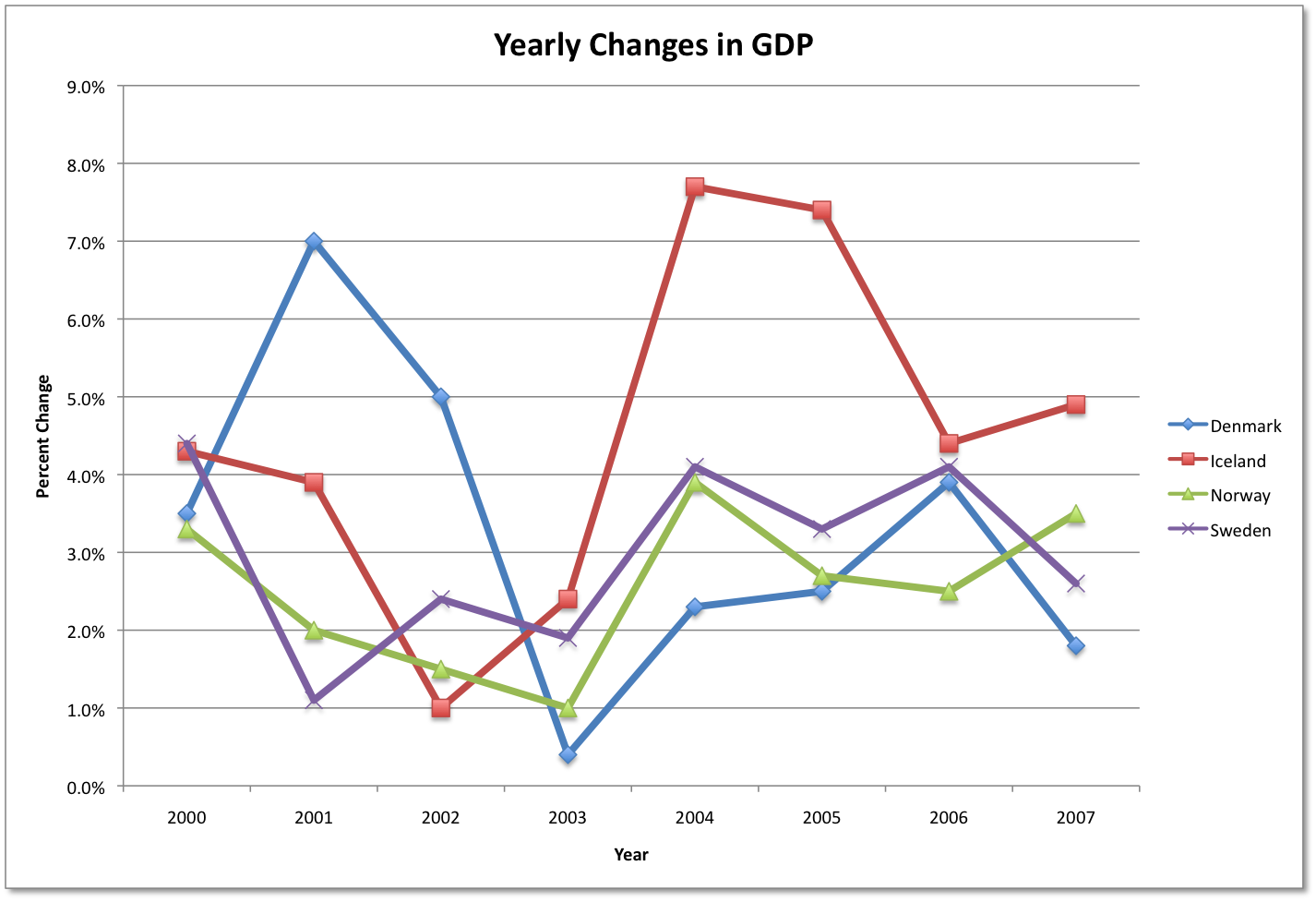
2000年至2007年冰岛，丹麦，挪威和瑞典的经济增长。其中冰岛为红色。

冰岛金融危机是发生在冰岛的一系列与环球金融危机相关的事件，这些事件直接影响冰岛整个国家的经济和银行系统。冰岛境内三家主要银行都受到了影响，它们的控制权相继被转为国有。
2008年1月至9月，冰岛货币克朗对欧元下跌了超过35%。冰岛物价指数上涨了14%以及利率上升至15.5%以处理通货膨胀。
9月下旬，冰岛政府宣布Glitnir银行被国有化。接下来的一周，冰岛国家银行（Landsbanki）的控制权也被转移到冰岛金融监管局之下。不久之后，金融监管局又接管了冰岛最大的Kaupthing银行。

## 政治影响
部分冰岛民众安排了多场针对中央银行，议会和政府的抗议。2009年1月23日，冰岛总理盖尔·哈尔德宣布由于健康问题，将会辞去独立党主席一职。
自2011年，冰岛的经济开始复苏。

## 官方行動
特别调查委员会
冰岛议会于2008年12月12日成立“特别调查委员会（SIC）”，用于调查危机的起因和可以吸取的经验教训。 委员会由冰岛最高法院法官Páll Hreinsson 担任主席，议会监察使Tryggvi Gunnarsson 和 Sigríður Benediktsdóttir 在耶鲁大学担任副主席。该委员会于2010年4月12日发布调查报告。
冰島奇蹟
2008年冰島面臨金融危機一年內，冰島貨幣對歐元的匯率大跌8成。9月30日，政府接管了全國第三大銀行。10月7日，更接管了全國第二大銀行－冰島國家銀行（Landsbanki Islands）。10月9日，接管全國最大銀行Kaupthing Bank。
冰島國會並且緊急立法減低金融危機的衝擊。因為這些銀行的資產是冰島140億歐元的国内生产总值（GDP）的9倍，冰島可能要面對銀行破產。總理盖尔·哈尔德（Geir Haarde）曾發出警告冰島正面臨「全國破產」的危機。
然而跌破眼鏡的是在金融海嘯後的十年內冰島經濟迅速穩定，並成為失業率各方面都優於歐洲的國家，左派的諾貝爾經濟學家保羅·克魯格曼認為，冰島的成功其實是在於斷然採取了激烈手段，包含許多限制個人自由的作法，不浪費時間於人權、自由方面的意識形態討論，而是斷然措施，包含：
- 嚴格的資本管制，禁止法人資本流出。
- 禁止個人購買外匯或外國股票，銀行債權人和其他國外投資者無法撤資，等同錢被政府扣押。
- 把一批銀行家關進了監獄，以詐欺等罪。
- 投放公共資金用於緩解家庭債務。
- 貨幣大幅貶值，以形同賴帳的方式賴掉債務，包含前述被禁止撤資的投資人等富裕階層，只能在貶值過程承受財富大幅虧損，富人被強迫買單。

這些種種做法在歐美價值觀看來都有巨大爭議，有人提出時就會陷入議會無休止討論爭辯，甚至十年後還在爭辯階段，然而冰島卻有能力快速實施，最終證明有效，克魯格曼認為實證勝過了一切。